# Saleh al-Arouri
Saleh al-Arouri (árabe: صالح العاروري, também transliterado como Salah al-Arouri ou Salih al-Aruri; Ramallah, 19 de agosto de 1966 – Beirute, 2 de janeiro de 2024) foi um líder sênior do Hamas e comandante fundador de sua ala militar, as Brigadas Izz ad-Din al-Qassam. Dizia-se também que ele era o vice-presidente do gabinete político do Hamas e o comandante militar do Hamas na Cisjordânia, embora vivesse no Líbano no momento de sua morte.
Al-Arouri foi descrito como "um operador capaz, carismático, suspeito e perspicaz, com excelentes conexões". Udi Levy, que trabalhou por mais de 30 anos com a inteligência israelense, descreveu al-Arouri como "o homem do Irã dentro do Hamas". O governo dos Estados Unidos acusou al-Arouri de ter sido "um líder militar de alto escalão do Hamas, desde seu papel como líder de uma célula estudantil do Hamas na Universidade de Hebron no início da década de 1990". Ele também atuou como recrutador e esteve ativamente envolvido na arrecadação e transferência de fundos em nome do Hamas. Os EUA, que o designaram como terrorista em 2015, também colocaram uma recompensa de US$ 5 milhões por sua cabeça. Ele foi morto durante a guerra Israel-Hamas em 2024 por um ataque aéreo israelense.

## Educação, recrutamento e prisão
Al-Arouri nasceu em 19 de agosto de 1966 em Ramallah, na Cisjordânia. Em 1985, matriculou-se na Universidade de Hebron para estudar a lei da Sharia. Foi eleito chefe da facção islâmica da universidade, onde estabeleceu vínculos com a Kutla Islamiya (Blocos Islâmicos), a ala jovem do Hamas no campus. Por meio de sua conexão com a Kutla Islamiya, al-Arouri conheceu Muin Shahib, um agente do Hamas baseado na Universidade de Bir, que recrutou al-Arouri para as fileiras do Hamas e lhe confiou o financiamento de uma infraestrutura para o aparato militar do Hamas em Hebron.
Em novembro de 1990, al-Arouri foi preso pelas autoridades israelenses. Ele passou apenas seis meses na prisão, mas foi preso novamente pouco tempo depois. Inicialmente mantido em detenção administrativa, ele passou 15 anos na prisão por seu papel de liderança no Hamas.
Em 2007, al-Arouri foi preso novamente pelas autoridades israelenses e libertado em março de 2010, provavelmente por seu papel decisivo na libertação do soldado israelense Gilad Shalit, capturado pelo Hamas em 2006. Al-Arouri foi posteriormente expulso de Gaza, pois sua presença era considerada uma ameaça a Israel.
Quando foi libertado da prisão em Israel, em 2007, ele disse a entrevistadores que abjurava ataques terroristas, afirmando que o Hamas é "prejudicado se tivermos civis como alvo". "Ele foi deportado por Israel logo após sua libertação da prisão e mudou-se para Damasco, na Síria, onde se juntou ao escritório político do Hamas, chefiado por Khaled Meshaal. Quando Khaled Meshaal deixou Damasco no início da Guerra Civil Síria, al-Arouri mudou-se para Istambul, na Turquia, onde estabeleceu seu próprio escritório.
Até 2015, al-Arouri morava na Turquia; em dezembro de 2015, foi noticiado que ele havia deixado a Turquia rumo ao Líbano. O Ynet News informou que a saída de Al-Arouri fazia parte dos esforços de reconciliação entre a Turquia e Israel, e havia sido discutida durante a reunião realizada no início de dezembro entre o presidente turco Tayyip Erdoğan, o primeiro-ministro turco Ahmet Davutoğlu e o líder político do Hamas, Khaled Meshal.

## Liderança e estratégia
Al-Arouri era geralmente retratado como um líder pragmático, em contraste com a política de linha dura da liderança do Hamas.
A partir de Istambul, al-Arouri supostamente operava de forma independente do restante da organização, fomentando assim os problemas de liderança existentes no Hamas, uma organização com várias cabeças por definição. A filial do Hamas na Turquia é geralmente descrita como tomando decisões sem levar em conta o movimento como um todo e sem envolver a liderança do Hamas.
De acordo com Matthew Levitt, do think tank Washington Institute for Near East Policy, al-Arouri "tem sido uma figura-chave por trás dos esforços do Hamas para rejuvenescer as redes terroristas do grupo na Cisjordânia". Levitt afirmou que ele despachou "dezenas de agentes" para Israel com fundos para realizar o sequestro terrorista de israelenses com o objetivo de obter reféns para trocar por prisioneiros de segurança palestinos.
Algumas das atividades das Brigadas Al Qassam visavam estabelecer uma célula do Hamas em Hebron, especializada em sequestrar soldados israelenses. Na verdade, o Hamas acredita que essa estratégia é uma das mais eficazes para garantir a libertação de seus afiliados. As Brigadas Al Qassam e a célula do Hamas em Hebron são administradas a partir de locais remotos e muitas vezes se beneficiaram da ajuda vinda de fora dos territórios israelenses. Isso tem sido evidente desde 2013, quando as Forças de Defesa de Israel (IDF) e a Agência de Segurança de Israel (Shin Bet) prenderam 20 terroristas afiliados ao Hamas que haviam sido auxiliados por agentes do Hamas no exterior com "orientação e financiamento". As autoridades israelenses revelaram que o principal contato da célula no exterior era Husam Badran, que foi libertado em 2011 e exilado no Qatar como parte do acordo de Shalit.
Al-Arouri disse em uma conferência na Turquia, em 20 de agosto de 2014, que o Hamas foi responsável pelo sequestro e assassinato de adolescentes israelenses em 2014. No entanto, sua alegação foi posta em dúvida por especialistas. O establishment de defesa israelense acredita que al-Arouri estava se gabando e não tinha ligação com o sequestro.
Em 2015, Saleh al-Arouri foi incluído na lista de terroristas dos EUA.
Al-Arouri foi considerado o orquestrador de uma série de incidentes de terrorismo contra israelenses em 2015, incluindo o tiroteio em Shvut Rachel em 2015 e o tiroteio de Danny Gonen. Seu foco era desenvolver a capacidade militar do Hamas na Cisjordânia, contrabandeando armas e estabelecendo células adormecidas.

## Atividades financeiras
Documentos de acusação criminal relacionados ao caso de dois oficiais do Hamas baseados nos EUA condenados em 2007, Muhammad Hamid Khalil Salah e Abdelhaleem Hasan Abdelraziz Ashqar, no qual al-Arouri era um co-conspirador não indicado, descreveram seu envolvimento em transações financeiras em nome do Hamas.
De acordo com o processo, al-Arouri recebeu "dezenas de milhares de dólares para atividades relacionadas ao Hamas" e "usou os fundos fornecidos pelo réu Salah para a compra de armas que seriam usadas em ataques terroristas".
Em setembro de 2015, o Tesouro dos Estados Unidos sancionou al-Arouri por ser "responsável... por transferências de dinheiro para o Hamas". O Tesouro dos Estados Unidos alegou que al-Arouri dirigiu e supervisionou "a distribuição das finanças do Hamas" e o retratou como "um importante financiador e facilitador financeiro para as células militares do Hamas que planejavam ataques e fomentavam distúrbios".
Em 2011, al-Arouri facilitou transferências de fundos para as famílias de terroristas condenados e oficiais do Hamas falecidos, em coordenação com Mahir Salah, oficial financeiro do Hamas baseado na Arábia Saudita.
As autoridades dos EUA também afirmaram que, em 2014, al-Arouri estava liderando uma iniciativa do Hamas que teria desestabilizado a Autoridade Palestina e teria preparado a tomada de poder pelo Hamas. Além disso, Al Arouri supostamente "financiou e dirigiu uma célula do Hamas na Cisjordânia que buscava instigar confrontos entre as forças israelenses e palestinas".
De modo mais geral, em 2014, al-Arouri estava encarregado de várias células militares do Hamas na Cisjordânia e na Jordânia. O Tesouro dos EUA alegou que, até então, ele havia "facilitado a transferência de centenas de milhares de dólares para o Hamas, inclusive para as Brigadas Izzedine al-Qassam, a ala militar do Hamas, para a compra de armas e instalações de armazenamento de armas." Al-Arouri conseguiu estabelecer laços sólidos entre as células da Cisjordânia e os financiadores do Hamas sediados nos EUA. Com relação a isso, o especialista em finanças do terrorismo Matthew Levitt afirmou que al-Arouri "desempenhou um papel intermediário fundamental entre os elementos da liderança externa do Hamas, que de outra forma seriam compartimentados, e os agentes em campo".

## Atividades diplomáticas
Al-Arouri viajava com frequência e participava de reuniões oficiais como parte das delegações do Hamas. Em março de 2012, ele se reuniu com o primeiro-ministro turco Recep Tayyip Erdoğan. Em outubro de 2012, ele participou da visita do emir do Catar à Faixa de Gaza.

## Vida posterior e morte
Na época de sua morte, em 2024, al-Arouri morava no Líbano. Sua casa em 'Arura, na Cisjordânia, foi destruída pelas forças israelenses durante a guerra Israel-Hamas em outubro de 2023.
Em 2 de janeiro de 2024, al-Arouri foi assassinado no bairro de Dahieh, em Beirute, em um ataque aéreo de precisão realizado pelo exército israelense. Ele tinha 57 anos. O assassinato, que também matou outras cinco pessoas, ocorreu um dia antes de o Hezbollah comemorar o aniversário do assassinato do comandante militar iraniano Qassem Soleimani.